# Fiorentina Handball
La Fiorentina Handball è una società di pallamano maschile di Borgo San Lorenzo (FI) che ha militato nel campionato di serie A2 fino alla stagione 2020/21, dopo aver militato in serie A1 e, per molti anni dopo il 1999, in serie B.

## Storia
La Fiorentina Handball nasce nel 1993 da una costola della Pallamano Mugello. Inizialmente doveva essere il nome da dare ad una squadra rappresentativa del Mugello, formata dai migliori atleti provenienti dalle  società sportive di pallamano della zona (Borgo San Lorenzo, Scarperia, Barberino di Mugello, Pontassieve) e per avvicinarsi alla Fiorentina gestita allora dalla famiglia Cecchi Gori.
Fallito il tentativo di avvicinamento ai Cecchi Gori e la società resta dormiente fino al 1995 quando, con la gestione Gambi, nella Fiorentina Handball viene travasato tutto il settore maschile della Pallamano Mugello che rimane soltanto femminile.
La svolta e un suo progressivo sviluppo e crescita si ha nel 1997, con l'elezione alla presidenza di Giovanni Sorrenti. Viene ricostruito il quadra dirigenziale, si avviano i rapporti con le scuole, il Comune e la Federazione di pallamano (FIGH), si collabora con le altre realtà sportive di zona, si riavviano i contatti con gli sponsor, si cura l'immagine e la comunicazione, pubblicazione di giornali e riviste sulla propria attività sportiva.
In pochi anni arrivano i primi risultati: aumento degli iscritti, delle squadre partecipanti ai campionati, riconoscimenti dalle Scuole, dalla pubblica amministrazione e dalla FIGH.
Arriva la partecipazione alla Coppa Interamnia World Cup di Teramo oltre a promuovere e organizzare a livello sportivo vari tornei, corsi di aggiornamento per tecnici, corsi CAS e Giocosport nelle scuole.
Il 14 aprile 2007, viene inaugurata, dopo un'accurata ristrutturazione, la nuova sede rinominata "Centro di Aggregazione e Sport Francesco Simiani", ricavata da vecchi locali in stato di abbandono.
Nella stagione 2008/2009 la A.S.D. Fiorentina Handball partecipa al Campionato di Serie B, al campionato regionale under 18 maschile e ai campionati giovanile under 14 maschile e under 14 femminile.